# Tachardiaephagus
Tachardiaephagus is een geslacht van vliesvleugeligen uit de familie Encyrtidae. De wetenschappelijke naam van dit geslacht is voor het eerst geldig gepubliceerd in 1904 door Ashmead.

## Soorten
Het geslacht Tachardiaephagus omvat de volgende soorten:
- Tachardiaephagus absonus Prinsloo, 1977
- Tachardiaephagus communis Prinsloo, 1977
- Tachardiaephagus gracilis Prinsloo, 1977
- Tachardiaephagus sarawakensis Hayat, Schroer & Pemberton, 2010
- Tachardiaephagus similis Prinsloo, 1977
- Tachardiaephagus somervillei (Mahdihassan, 1923)
- Tachardiaephagus tachardiae (Howard, 1896)